# Техничка школа Обреновац
Техничка школа Обреновац једна је од средњих школа у Обреновцу. Изграђена је 1909. године, али се испочетка звала Тровачка школа.

## Историја
Школске 1909/10. године основана је Трговачка школа која је са прекидима радила до 1941. године. Најдужи прекид је био 1914-1920. година. Са радом је почела 1920/21. године у веома тешким материјалним и кадровским условима. Имала је само два одјељења. 1920. године је основана Прва занатска школа која се звала “Општа занатска школа” и она је радила до 1928. године када добија назив „Занатско трговачка школа”. Од 1928. године школе су спојене у једну и имају два смјера: занатски и трговачки. Школске 1934/35. године мијења се назив у “Стручно продужну школу” која је сада само занатског типа. Та школа је радила до 1941. године. У току рата 1941—1945. године архива “Стручно продужне школе ” је уништена. После рата 1945. године Школа је почела да ради под називом “Школа ученика у индустрији и занатству”, а касније као “Школа ученика у привреди”, све до 1973. године. Техничка школа „Буда Давидовић” постоји од 1. јула 1985. године, а од школске 2004/05. године промјенила је назив у Техничка школа. Школа је регистрована за остваривање програмских садржаја средње стручне школе од I до IV степена стручне спреме за подручје рада машинство и обрада метала и електротехника. Од школске 2002/2003. године школа уводи ново подручје рада Економија, право и администрација где се сваке године уписивала по два одјељења у образовном профилу економски техничар. Од школске 2014/2015. уведена су два нова образовна профила. У подручју рада економија, право и администрација, финансијски администратор и у подручју рада машинство и обрада метала, бравар-заваривач.

## Опис школе
Настава се одржава у 18 класичних учионица и 14 кабинета са свим потребним наставним средствима. Школа располаже са 85 рачунара повезаних на интернет. Школу похађа око 100 ученика распоређених у 33 одјељења. У оквиру ваннаставних активности организовано је више секција: еколошка, драмска, рецитаторска итд.
Техничка школа Обреновац школује ученике у три подручја рада:
- Машинство и обрада метала
- Електротехника
- Економија, право и администрација